# Бобров, Андрей Юрьевич
Андре́й Ю́рьевич Бобро́в (родился 13 июля 1964, Омск, Омская область, РСФСР, СССР) — советский конькобежец, призёр чемпионатов СССР, рекордсмен СССР, член сборной команды СССР, рекордсмен мира среди юниоров, мастер спорта России международного класса.

## Биография
Воспитанник кирово-чепецкой конькобежной школы. Начал заниматься в отделении конькобежного спорта детско-юношеской спортивной школы при Спортивном клубе «Олимпия». Первый тренер — Владимир Сергеевич Изергин (позже — заслуженный тренер РСФСР). Первый успех пришёл к Андрею в 1981 году, когда он выиграл первенство РСФСР в возрастной категории до 16 лет, а затем в этой же категории победил сверстников на чемпионате СССР в Коломне.
В 1983 году Андрей Боборов стал победителем юношеского чемпионата мира, проходившего в Сараево (Югославия), выиграв «малое золото» на дистанциях 1500, 3000 и 5000 м. На Кубке северных стран и в матчевой встрече СССР — ГДР установил рекорды мира среди юниоров на дистанции 1500 м.
Двукратный бронзовый призёр Чемпионатов СССР по классическому многоборью (1984 и 1989 годы). На стадионе «Медео» дважды устанавливал рекорды СССР в беге на 1500 м: 27 декабря 1983 года — 1.53,22, и 27 марта 1987 года — 1.52,46.
В составе национальной сборной принимал участие в чемпионатах Европы 1984 года (в норвежском Ларвике) и 1985 года (в шведском Эскильстуне), входил в состав сборных страны на Зимних Олимпиадах 1984 года (в югославском Сараево) и 1988 года (в канадском Калгари). В Калгари на дистанции 1500 м Андрей Бобров был сбит соперником и стал лишь 35-м в общем зачёте.

## Спортивные достижения
- Бронзовый призёр Чемпионата СССР по классическому многоборью (Москва, 1984);
- Бронзовый призёр Чемпионата СССР по классическому многоборью (Москва, 1989).

## Национальные рекорды
- Рекордсмен СССР в беге 1500 м (стадион «Медео», 27 декабря 1983 года) — 1.53,22;
- Рекордсмен СССР в беге 1500 м (стадион «Медео», 27 марта 1987 года) — 1.52,46.